# Ericandersonia sagamia
Ericandersonia sagamia es una especie de pez de la familia de los Zoarcidae en el orden de los perciformes.

## Morfología
- Los machos pueden llegar a alcanzar los 21,2 cm de longitud total. y las hembras 21,42.
- Número de vèrtebras: 117-118.[1]

## Hábitat
Es un pez de mar y de aguas profundas que vive entre 880-930 m de profundidad.

## Distribución geográfica
Se encuentra en la Bahía de Sagami Japón

## Observaciones
Es inofensivo para los humanos. 